# Jungle Fight 82
Jungle Fight 82 foi um evento de artes marciais mistas promovido pelo Jungle Fight, que ocorreu em 24 de outubro de 2015, em São Paulo, São Paulo. 
O Jungle Fight 82 definiu três novos campeões, incluindo o da categoria até 100kg, que ganhou o direito de participar do Rizin Fighting Federation - que vem sendo chamado de "Novo Pride" - em dezembro, quando acontecerá a primeira edição. O dono do evento japonês, Nobuyuki Sakakibara, acompanhou de perto o evento e viu Bruno Cappelozza nocautear Sandro Apaga Luz aos 4m17s do primeiro round, credenciando-se para o card de fim de ano da organização.Nas outras duas disputas de título, Eric Parrudo nocauteou Ciro Bad Boy aos 3m55s do terceiro assalto, tomando do rival o cinturão do peso-leve (até 70kg) do Jungle, na luta principal. Além de Parrudo e Cappelozza, Amanda Lemos também sagrou-se campeã na organização ao finalizar Caroline Cunha no primeiro round, alcançando o topo do peso-galo feminino (até 61kg)..

## Ligações Externas
1. ↑  novo campeão dos Leves do Jungle Fight
2. ↑  novo campeão dos Pesados até 100kg do Jungle Fight
3. ↑  Nova campeã dos pesos-galos femininos
4. ↑  28-29 27-30 27-30
5. ↑  27-29 29-28 27-30
6. ↑  27-30 27-30 28-29
7. ↑  30-27 30-28 30-29